# Guillaume Dubois
Guillaume Dubois Guillaume, kardynał Dubois, zwykle nazywany po prostu ksiądz Dubois (l'abbé Dubois), potem kardynał Dubois (ur. 6 września 1656 w Brive-la-Gaillarde, zm. 10 sierpnia 1723 w Wersalu) – francuski polityk, minister spraw zagranicznych od 24 września 1718 do 10 sierpnia 1723.

## Życiorys
Był sekretnym dyplomatą i nie tylko. Regent Filip II Burbon-Orleański zlecał mu różne zadania, włącznie z organizowaniem przyjęć w swym pałacu. Dubois był gorącym rzecznikiem pokoju z Wielką Brytanią. On i James Stanhope, jako reprezentant Brytyjczyków doprowadzili do zawarcia sojuszu między obu państwami w 1717 roku. W krytycznym momencie negocjacji Dubois chciał uciec się do przekupstwa, co Stanhope zbył śmiechem. Tak bardzo zależało Francuzowi na sojuszu. Sam regent wypowiadał się zawsze bardzo niespójnie na ten temat.
W roku 1718 był ambasadorem w Londynie. W 1721 został mianowany kardynałem przez papieża Innocentego XIII.